# Balibegovići
Balibegovići (cyr. Балибеговићи) – wieś w Bośni i Hercegowinie, w Federacji Bośni i Hercegowiny, w kantonie sarajewskim, w gminie Ilijaš. W 2013 roku liczyła 110 mieszkańców, z czego większość stanowili Boszniacy.

## Położenie
Wieś położona w odległości około 5 km na północny zachód od stolicy gminy- Ilijaš i około 24 km na północny zachód od Sarajewa. Leży nad rzeką Bośnią, najdłuższą z rzek płynących w całości na terenie państwa bośniackiego. W odległości około 500 m przebiega autostrada A1, będąca częścią trasy europejskiej E73.

## Klimat
Miejscowość położona jest w strefie klimatu umiarkowanego przejściowego między klimatem kontynentalnym a śródziemnomorskim. Charakterystycznymi cechami tego klimatu są bardzo mroźne zimy i upalne lata. Dodatkowo zimą występują bardzo silne wiatry.

## Demografia
W 1991 roku wieś zamieszkiwało 218 osób, w tym 217 Serbów i 1 osoba deklarująca przynależność do Jugosłowian.